# Гільєрме дос Сантос Торрес
Гільєрме дос Сантос Торрес (порт. Guilherme dos Santos Torres, нар. 5 квітня 1991, Санту-Андре) — бразильський футболіст, півзахисник катарського клубу «Ас-Садд».
Виступав, зокрема, за клуб «Корінтіанс».

## Ігрова кар'єра
Народився 5 квітня 1991 року в місті Санту-Андре. Вихованець футбольної школи клубу «Португеза Деспортос». Дорослу футбольну кар'єру розпочав 2009 року в основній команді того ж клубу, в якій провів три сезони, взявши участь у 58 матчах чемпіонату.
Своєю грою за цю команду привернув увагу представників тренерського штабу клубу «Корінтіанс», до складу якого приєднався 2012 року. Відіграв за команду з Сан-Паулу наступні два сезони своєї ігрової кар'єри.
Згодом з 2014 по 2018 рік грав у складі команд клубів «Удінезе» та «Депортіво».
До складу клубу «Олімпіакос» приєднався 2018 року. Станом на 17 грудня 2018 року відіграв за клуб з Пірея 9 матчів в національному чемпіонаті.

## Титули і досягнення
- Переможець Ліги Пауліста (1):

«Корінтіанс»: 2013
- Клубний чемпіон світу (1):

«Корінтіанс»: 2012
- Переможець Рекопи Південної Америки (1):

«Корінтіанс»: 2013
- Чемпіон Греції (1):

«Олімпіакос»: 2019-20
- Володар Кубка Греції (1):

«Олімпіакос»: 2019-20
- Чемпіон Катару (4):

«Ас-Садд»: 2020-21, 2021-22, 2023-24, 2024-25
- Володар Кубка Еміра Катару (3):

«Ас-Садд»: 2020, 2021, 2024
- Володар Кубка наслідного принца Катару (3):

«Ас-Садд»: 2020, 2021, 2025
- Володар Кубка зірок Катару (1):

«Ас-Садд»: 2019-20